# St. Petersburg White Nights 2019
Die St. Petersburg White Nights 2019 im Badminton fanden vom 10. bis zum 14. Juli 2019 in Gattschina bei Sankt Petersburg statt.

## Sieger und Platzierte
| Disziplin    | Gold                               | Silber                       | Bronze                              |
| ------------ | ---------------------------------- | ---------------------------- | ----------------------------------- |
| Herreneinzel | Iskandar Zulkarnain Zainuddin      | Siddharth Pratap Singh       | Kim Bruun                           |
| Herreneinzel | Iskandar Zulkarnain Zainuddin      | Siddharth Pratap Singh       | Kalle Koljonen                      |
| Dameneinzel  | Evgeniya Kosetskaya                | Yukino Nakai                 | Ashmita Chaliha                     |
| Dameneinzel  | Evgeniya Kosetskaya                | Yukino Nakai                 | Yvonne Li                           |
| Herrendoppel | Nikita Khakimov Alexandr Zinchenko | Vitaliy Durkin Nikolai Ukk   | Evgeny Dremin Pavel Kotsarenko      |
| Herrendoppel | Nikita Khakimov Alexandr Zinchenko | Vitaliy Durkin Nikolai Ukk   | Georgii Karpov Egor Kurdyukov       |
| Damendoppel  | Yukino Nakai Nao Ono               | Minami Kawashima Natsu Saito | Ekaterina Bolotova Alina Davletova  |
| Damendoppel  | Yukino Nakai Nao Ono               | Minami Kawashima Natsu Saito | J. Meghana Poorvisha Ram            |
| Mixed        | Rodion Alimov Alina Davletova      | Sam Magee Chloe Magee        | Krishna Prasad Garaga Poorvisha Ram |
| Mixed        | Rodion Alimov Alina Davletova      | Sam Magee Chloe Magee        | Dhruv Kapila J. Meghana             |